# مقراب بصري

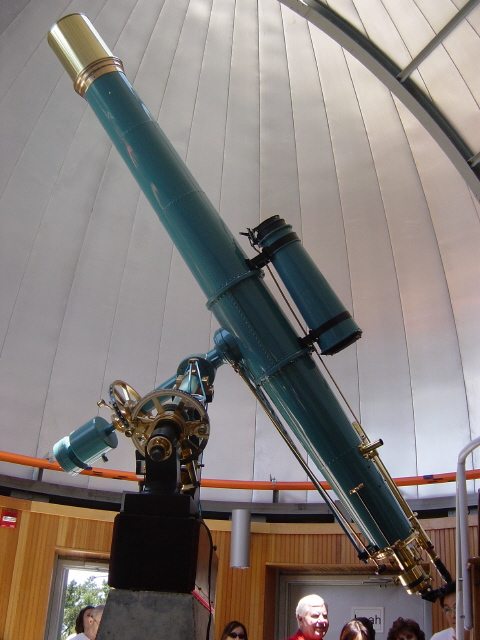
مقراب كاسر ثمانية بوصات

المقراب البصري هو مقراب يجمع ويركز الضوء، على الأغلب من الجزء المرئي من الطيف الكهرومغناطيسي، لخلق صورة مكبرة للمشاهدة المباشرة، أو لصنع صورة، أو لجمع البيانات من خلال مستشعر الصورة الإلكتروني.
هناك ثلاثة أنواع رئيسية من المقاريب البصرية:
- الكاسر، ويستخدم العدسات.
- العاكس، ويستخدم المرايا.
- الكاسر العاكس، ويجمع بين العدسات والمرايا.

يقوم المقراب البصري بتجميع الضوء، والقدرة على حل التفاصيل الصغيرة هي متصلة مباشرة مع القُطر (أو الفتحة) نحو الهدف (العدسة أو المرآة الرئيسية التي تجمع وتركز الضوء).
يستخدم الناس المقراب والمناظير لأنشطة مثل علم الفلك الرصدي وعلم الطيور والقيادة والاستطلاع.